# Monte Caburaí

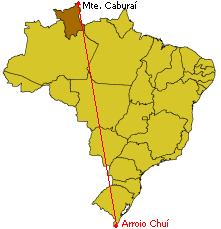
Mapa do Brasil com a reta entre os pontos extremos setentrional e meridional.

O monte Caburaí, com 1 465 metros de altitude, localiza-se na serra do Caburaí, que consiste na borda de um imenso planalto com mais de mil metros de altitude, que delimita a fronteira norte do Brasil com a Guiana, situando-se no município roraimense de Uiramutã.

## Situação geográfica
A disputa em torno da condição de extremo setentrional do Brasil deve-se à antiga tradição brasileira de se considerar, como extremo norte do país, o cabo Orange, no rio Oiapoque, no estado do Amapá, popularizada pelo uso da expressão do Oiapoque ao Chuí para se designar os extremos norte e sul do Brasil. No entanto, o cabo Orange, cuja latitude é 4º 30' 30" norte, situa-se 84,5km mais ao sul que o monte Caburaí.
Já em 1931, a serra do Caburaí apareceria como ponto extremo do norte brasileiro nas anotações do capitão de mar e guerra Brás de Aguiar, chefe da Comissão Brasileira Demarcadora de Limites. Aguiar, então, concluiu que o ponto extremo norte do Brasil era a serra do Caburaí em detrimento do monte Roraima, no mesmo estado. De fato, uma simples visualização cartográfica da região evidencia a localização mais setentrional do monte Caburaí em relação ao Oiapoque.

### Extremos norte e sul do Brasil
Com base em dados oficiais, é correto afirmar que os pontos extremos norte e sul do Brasil são o monte Caburaí, em Roraima, e o arroio Chuí (que encontra-se no município de Santa Vitória do Palmar e não no município do Chuí), no Rio Grande do Sul, corrigindo portanto a conhecida expressão "do Oiapoque ao Chuí", que foi provavelmente criada para se referir aos corpos d'água mais ao norte e mais ao sul do Brasil, levando-se em conta o ponto de vista costeiro.